# USS LST-770
O USS LST-770 foi um navio de guerra norte-americano da classe LST que operou durante a Segunda Guerra Mundial.